# Кричевичі
Криче́вичі — село в Україні, у Колодяжненській сільській громаді Ковельського району Волинської області. Населення становить 818 осіб.

## Історія
У 1906 році село Повурської волості Ковельського повіту Волинської губернії. Відстань від повітового міста 20 верст, від волості 10. Дворів 159, мешканців 1133.

## Населення
Згідно з переписом УРСР 1989 року чисельність наявного населення села становила 863 особи, з яких 410 чоловіків та 453 жінки.
За переписом населення України 2001 року в селі мешкало 807 осіб.

### Мова
Розподіл населення за рідною мовою за даними перепису 2001 року:
| Мова       | Кількість | Відсоток |
| ---------- | --------- | -------- |
| українська | 816       | 99.76%   |
| російська  | 2         | 0.24%    |
| Усього     | 818       | 100%     |

## Церква у Кричевичах
У селі Кричевичі є старий храм Різдва Пресвятої Богородиці: його змуровано в 1823 році на кошти пана Костянтина Янишевського. Церква нищилась у війну, за радянських часів тут був клуб. А з набуттям незалежності Україною почалося відродження храму. До 185-ї річниці освячення церкву відремонтовано.

## Трофейне озеро
Поруч з селом Кричевичі знаходиться одне з найвідоміших трофейних озер України. На даній водоймі професійні рибалки з карпфішингу облаштували тренувальну і змагальну базу для ловлі коропа. На озері проводять чемпіонати України. В 2018 році на озері проводили риболовлю українські стронгмени на чолі з "Найсильнішою людиною світу" Василем Вірастюком. 